# Élections générales albertaines de 2019
Les élections générales albertaines de 2019, les 30e de cet État, ont lieu le 16 avril 2019 afin d'élire les 87 députés de la 30e législature de l'Assemblée législative de l'Alberta. 
À l'issue du scrutin, le Parti conservateur uni (PCU), dirigé par Jason Kenney, remporte l'élection en gagnant 63 sièges et forme un gouvernement majoritaire. Le NPDA de Rachel Notley termine deuxième avec 24 sièges et forme l'opposition officielle. Le Parti de l'Alberta et le Parti libéral de l'Alberta ne parviennent pas à élire de députés.

## Contexte

### Élections précédentes
Aux élections de 2015, le Nouveau Parti démocratique de l'Alberta, sous la direction de Rachel Notley, a gagné son premier  gouvernement majoritaire en défaisant les progressistes-conservateurs de Jim Prentice. Ceci a mis fin à 44 années de règne progressiste-conservateur, et le premier gouvernement de gauche en Alberta depuis les United Farmers dans les années 1920.
Le Parti Wildrose de Brian Jean, opposition officielle depuis 2012, a gardé son statut malgré une diminution du vote populaire.

### 29eAssemblée législative
Les années de 2015 à 2017 ont vu des problèmes économiques en Alberta en raison de la chute du prix du pétrole, suivi par un retour à la croissance. L'approbation de Rachel Notley parmi les électeurs correspondait à la situation économique de la province.
À la suite de la démission de Jim Prentice, Jason Kenney a gagné la chefferie des progressistes-conservateurs tout en promettant une fusion avec le Parti Wildrose. Sur l'approbation écrasante des membres des deux partis, cette fusion a créé le Parti conservateur uni en 2017, dont Kenney a aussi gagné la chefferie.
Le Parti de l'Alberta, ayant gagné son premier siège en 2015, a attiré deux députés transfuges à son caucus : Karen McPherson (NPD, Calgary-Mackay-Nose Hill) en 2017 et Rick Fraser (PCU, Calgary-Sud-Est) en 2018. L’ancien maire d'Edmonton Stephen Mandel a gagné la course à la direction du parti en 2018.
L’ex-conservateur Derek Fildebrandt a créé son propre parti en 2018, le Parti de la liberté conservatrice.

### Partis politiques
Sept partis politiques ont possédé au moins un siège pendant la 29e Assemblée législative de l'Alberta. Quatre partis mineurs sont aussi reconnus par Élections Alberta : le Parti communiste, le Parti vert, Pro-vie Alberta (anciennement Crédit social), et le Parti réformiste.
| Parti | Parti                                                                                       | Orientations politiques                   | Chef (Vice-chef)              | Sièges | Sièges  |
| Parti | Parti                                                                                       | Orientations politiques                   | Chef (Vice-chef)              | 2015   | Dissol. |
| ----- | ------------------------------------------------------------------------------------------- | ----------------------------------------- | ----------------------------- | ------ | ------- |
|       | Nouveau Parti démocratique (NPD) New Democratic Party of Alberta                            | Socialisme démocratique                   | Rachel Notley (Sarah Hoffman) | 54     | 52      |
|       | Parti conservateur uni (PCU) United Conservative Party                                      | Populisme de droite, néolibéralisme       | Jason Kenney (Leela Aheer)    | —      | 25      |
|       | Parti de l'Alberta Alberta Party                                                            | Centrisme                                 | Stephen Mandel                | 1      | 3       |
|       | Parti libéral de l'Alberta Alberta Liberal Party                                            | Libéralisme                               | David Khan                    | 1      | 1       |
|       | Parti de la liberté conservatrice de l'Alberta Freedom Conservative Party of Alberta        | Populisme de droite, libertarianisme      | Derek Fildebrandt             | —      | 1       |
|       | Parti Wildrose Wildrose Party                                                               | Conservatisme fiscal, populisme de droite | Brian Jean (dernier)          | 21     | —       |
|       | Association progressiste-conservatrice (PC) Progressive Conservative Association of Alberta | Conservatisme, centrisme                  | Jason Kenney (dernier)        | 9      | 1       |

### Circonscriptions
Une Commission des frontières électorales a redessiné les circonscriptions en chaque région de l'Alberta, visant à réduire par trois les circonscriptions rurales et à augmenter par trois les circonscriptions urbaines pour assurer l'égalité de population des circonscriptions. La Commission a protégé les « circonscriptions spéciales » moins peuplés de Central Peace–Notley et Petit Lac des Esclaves en Alberta septentrionale.

## Députés ne se représentant pas
| Député | Député             | Parti politique  | Circonscription                 |
| ------ | ------------------ | ---------------- | ------------------------------- |
|        | Michael Connolly   | NPD              | Calgary-Hawkwood                |
|        | Scott Cyr          | Conservateur uni | Bonnyville–Cold Lake–Saint-Paul |
|        | Wayne Drysdale     | Conservateur uni | Grande Prairie–Wapiti           |
|        | Prabhdeep Gill     | Indépendant      | Calgary-Greenway                |
|        | Jamie Kleinsteuber | NPD              | Calgary-Collines-du-nord        |
|        | Brian Mason        | NPD              | Edmonton–Highlands–Norwood      |
|        | Stephanie McLean   | NPD              | Calgary-Varsity                 |
|        | Brandy Payne       | NPD              | Calgary-Acadia                  |
|        | Dave Schneider     | Conservateur uni | Little Bow                      |
|        | Pat Stier          | Conservateur uni | Livingstone-Macleod             |
|        | David Swann        | Libéral          | Calgary-Mountain View           |
|        | Wes Taylor         | Conservateur uni | Battle River-Wainwright         |

## Sondages
| Évolution des intentions de vote des élections de 2015 aux élections de 2019                                                 |                                                           |
| |                                                           |
| Pendant la 29e législature de l'Alberta (en)                                                                                 | Pendant la campagne officielle (19 mars au 16 avril 2019) |
| - Parti conservateur uni - NPD - Libéral - Parti de l'Alberta - Liberté conservatrice - Progressiste-conservateur - Wildrose |                                                           |

## Résultats
|                           |                                                |           |       |               |        |               |  |  |  |
| Parti                     | Parti                                          | Votes     | %     | +/–           | Sièges | +/–           |  |  |  |
|                           | Parti conservateur uni (PCU)                   | 1 040 563 | 54,88 | 2,87          | 63     | 33            |  |  |  |
|                           | Nouveau Parti démocratique (NPD)               | 619 921   | 32,67 | 7,95          | 24     | 30            |  |  |  |
|                           | Parti de l'Alberta                             | 172 203   | 9,08  | 6,84          | 0      | 1             |  |  |  |
|                           | Parti libéral (Lib)                            | 18 544    | 0,98  | 3,20          | 0      | 1             |  |  |  |
|                           | Parti de l'indépendance de l'Alberta           | 13 531    | 0,71  | Nv            | 0      | en stagnation |  |  |  |
|                           | Parti de la liberté conservatrice de l'Alberta | 9 945     | 0,52  | 0,52          | 0      | en stagnation |  |  |  |
|                           | Parti vert (Verts)                             | 7 682     | 0,41  | 0,08          | 0      | en stagnation |  |  |  |
|                           | Avantage Alberta                               | 5 618     | 0,30  | Nv            | 0      | en stagnation |  |  |  |
|                           | Parti communiste                               | 302       | 0,02  | en stagnation | 0      | en stagnation |  |  |  |
|                           | Parti progressiste-conservateur (PC)           | 297       | 0,02  | N/a           | 0      | N/a           |  |  |  |
|                           | Réforme                                        | 79        | 0,00  | Nv            | 0      | en stagnation |  |  |  |
|                           | Pro-vie                                        | 60        | 0,00  | 0,05          | 0      | en stagnation |  |  |  |
|                           | Parti Wildrose                                 | 57        | 0,00  | N/a           | 0      | N/a           |  |  |  |
|                           | Indépendants                                   | 7 740     | 0,41  | 0,01          | 0      | en stagnation |  |  |  |
|                           |                                                |           |       |               |        |               |  |  |  |
| Votes valides             | Votes valides                                  | 1 896 542 | 99,48 |               |        |               |  |  |  |
| Votes blancs et invalides | Votes blancs et invalides                      | 9 824     | 0,52  |               |        |               |  |  |  |
| Total                     | Total                                          | 1 906 366 | 100   | –             | 87     | en stagnation |  |  |  |
| Abstention                | Abstention                                     | 917 943   | 32,50 |               |        |               |  |  |  |
| Inscrits / participation  | Inscrits / participation                       | 2 824 309 | 67,50 |               |        |               |  |  |  |